# ボクラノLove Story
「ボクラノLove Story」（ボクラノラヴ・ストーリー）は、日本の音楽デュオ・WaTのメジャー5作目（通算6作目）のシングル。

## 概要
- 前作「Ready Go!」から約1ヶ月ぶり、アルバム『WaT Collection』からの先行シングルにして、シングル4部作の最後の楽曲[注 1]。
- 表題曲は『レコチョク』のCMソングに起用された。
- 初回限定盤と通常盤の2形態で発売された。初回限定盤はジャケットが3種類あるトリプルジャケット仕様で発売され、メジャー1stシングル「僕のキモチ」の別バージョンが追加収録された。また、通常盤の初回生産分にはトレーディングカードが同梱された。

## 収録曲
1. ボクラノLove Story
作詞・作曲：WaT
編曲：華原大輔
ストリングスアレンジ：前嶋康明
シングル表題曲では初のバラードで、初めて小池徹平がギターを演奏していない。ミュージック・ビデオや音楽番組ではウエンツ瑛士がピアノを演奏している。
2. 自転車
作詞・作曲：WaT
編曲：小松清人
3. 僕のキモチ (Music Box Ver.)
作曲：WaT
編曲：小松清人
ストリングスアレンジ：前嶋康明
初回限定盤のみ収録されている、メジャー1stシングルの表題曲のオルゴールバージョン。
4. ボクラノLove Story (Instrumental)
作曲：WaT
編曲：華原大輔
ストリングスアレンジ：前嶋康明
表題曲のインストゥルメンタルバージョン。
5. 自転車 (Instrumental)
作曲：WaT
編曲：小松清人
カップリング曲のインストゥルメンタルバージョン。

## 参加ミュージシャン
WaT
- ウエンツ瑛士：Vocal (#1,2)、Chorus (#1)
- 小池徹平：Vocal (#1,2)、Chorus (#1)、Acoustic Guitar & Blues Harp (#2,5)

Support Musician
- 華原大輔：Bass (#1,2,4,5)、Other Instruments (#1,4)
- 小松清人：Programming (#2,5)、Chorus (#2)
- 田代衛：Electric Guitar & Acoustic Guitar (#1,2,4,5)
- 前嶋康明：Acoustic Piano (#1,4)
- 桜井正宏：Drums (#1,4)
- 佐野聡：Flugelhorn (#1,4)
- 弦一徹ストリングス：Strings (#1,4)
- 園田凌士：Chorus (#1)

## タイアップ
- 『レコチョク』CMソング (#1)

## 収録アルバム
- WaT Collection (#1,2)
- 卒業BEST (#1)